# Eriococcus roboris
Eriococcus roboris är en insektsart som beskrevs av Goux 1931. Eriococcus roboris ingår i släktet Eriococcus och familjen filtsköldlöss. Inga underarter finns listade i Catalogue of Life.